# Neue und wenig bekannte Pflanzen Deutsch-Südwest-Afrikas
Neue und wenig bekannte Pflanzen Deutsch-Südwest-Afrikas (abreviado Neue Pfl. Sudw.-Afr.) es un libro con ilustraciones y descripciones botánicas que fue escrito por el botánico germano, y explorador en África del sudoeste (hoy Namibia); Moritz Kurt Dinter y publicado en el año 1914 con el nombre de Neue und Wenig Bekannte Pflanzen Deutsch-Sudwest-Afrikas mit Besondere Berüchsichtigung der Succulenten....